# Nervilia hookeriana
Nervilia hookeriana är en orkidéart som först beskrevs av George King och Robert Pantling, och fick sitt nu gällande namn av Rudolf Schlechter. Nervilia hookeriana ingår i släktet Nervilia och familjen orkidéer. Inga underarter finns listade i Catalogue of Life.